# مارتین دیویس
مارتین دِیویس (به انگلیسی: Martin Davis) (زادهٔ  ۸ مارس ۱۹۲۸ – درگذشتهٔ ۱ ژانویه ۲۰۲۳) ریاضی‌دان آمریکایی و استاد بازنشستهٔ دانشگاه نیویورک بود. دیویس در سال ۱۹۵۰ در دانشگاه پرینستون زیر نظر آلونزو چرچ دکترا گرفت. عمدهٔ شهرت او در منطق ریاضی بابت سهم ویژه‌اش در اثباتِ حل‌ناپذیریِ مسئلهٔ دهم هیلبرت است.
دیویس در ۱۹۷۵ برندهٔ جایزهٔ لروی استیل شد.

## زندگی شخصی و مرگ
دیویس با ویرجینیا وایتفورد (پالمر) دیویس، هنرمند نساجی ازدواج کرد. این زوج در طول مدتی که در شهر اوربانا کمپین بودند با هم آشنا شدند و متعاقباً در سال ۱۹۵۱ ازدواج کردند. آنها دو فرزند داشتند. این زوج پس از بازنشستگی در برکلی، کالیفرنیا زندگی کردند.
دیویس در ۱ ژانویه ۲۰۲۳ در سن ۹۴ سالگی درگذشت. همسر وی ویرجینیا چند ساعت بعد در همان روز درگذشت.

## آثار
- Davis, Martin (1973). Hilbert's tenth problem is unsolvable. The American Mathematical Monthly, 80: 233-269.

- مارتین دیویس و روبن هرش، «مسئلهٔ دهم هیلبرت»، ترجمهٔ محمد جلوداری‌ممقانی، نشر ریاضی، سال ۱، شمارهٔ ۲ (مرداد ۱۳۶۷)، صص. ۱۱۶–۱۰۹.